# Sauris priva
Sauris priva är en fjärilsart som beskrevs av Louis Beethoven Prout 1930. Sauris priva ingår i släktet Sauris och familjen mätare. Inga underarter finns listade.